# Vila das Aves
Vila das Aves ist eine Gemeinde (Freguesia) in Portugal. Sie liegt im Norden des Landes und gehört zum Kreis Santo Tirso. Vila das Aves hat eine Fläche von 6,2 km² und 7946 Einwohner (Stand 19. April 2021), was einer Bevölkerungsdichte von 1290 Einwohnern/km² entspricht.
Am 4. April 1955 bekam der Ort den Status Kleinstadt (Vila) verliehen, der dann auch in den bisherigen Namen Aves integriert wurde.
Zwischen 1960 und 1975 arbeiteten zahlreiche Bewohner aus Vila das Aves als Gastarbeiter in der lothringischen Textilindustrie. 1986 entstand daraus die bis heute bestehende Partnerschaft mit der Gemeinde Saint-Étienne-lès-Remiremont.

## Sport
Der Fußballverein Desportivo Aves tritt in der Saison 2018/19 in der Primeira Liga an und gewann 2018 die Taça de Portugal.